# Palm Beach (New South Wales)
Palm Beach is een voorstad van Sydney en is gelegen in het uiterste noordoosten van de metropool. Het gebied heeft de vorm van een palm en behoort tot de noordelijke stranden van Sydney. Het wordt bestuurd door de Pittwater council en bezit het uiterst oostelijke deel van het Ku-Ring-Gai Chase Nationaal Park. De rest van het park ligt aan de andere zijde van de Pittwater baai.
In het uiterste noorden van Palm Beach is Barrenjoey Lighthouse te vinden, een van de oudste vuurtorens van Australië en een beschermd monument. In 2013 werd het bedreigd door een bosbrand in het omringende Ku-Ring-Gai Chase Nationaal Park, maar de vuurtoren kon worden gered. De locatie biedt uitzicht op de Tasmaanse Zee, Pittwater Baai, Ku-Ring-Gai Chase Nationaal Park en de andere zijde van de baai met onder meer Broken Bay en Woy Woy.

## Home and Away
Palm Beach vormt onder meer de locatie voor de buitenscènes van de soapserie Home and Away. Alle strand- en surfclubscènes worden hier ingeblikt. Onder meer op de Palm Beach Surf and Lifesavers Club is een verwijzing naar de serie te vinden, namelijk "Summer Bay Surf club" en een verwijzing naar Ray Meagher (Alf Stewart) die al van bij het begin van de serie aanwezig is. Ook kan men onder meer Alf Stewarts Bait shop bezoeken en souvenirs van de serie kopen, The Diner waar men ook echt kan eten en Barrenjoey Lighthouse bezoeken die regelmatig te zien is in de overgangsscènes.